# Pseudomonoxenus crossotoides
Pseudomonoxenus crossotoides – gatunek chrząszcza z rodziny kózkowatych i podrodziny zgrzypikowych. Jedyny przedstawiciel rodzaju Pseudomonoxenus.

## Zasięg występowania
Gatunek ten występuje w Tanzanii.